# Girl (álbum de Maren Morris)
Girl —en español: Chica— es el segundo álbum de estudio de la cantante estadounidense Maren Morris, lanzado el 8 de marzo de 2019 a través de Columbia Nashville. Fue precedido por el sencillo principal y la pista del título, «Girl», y «Common» fue lanzado junto con el pre-ordenado del álbum el 8 de febrero. Maren se encuentra actualmente de gira en telonera del álbum.

## Música
El sencillo «Girl» fue llamado «un single optimista y optimista con un sonido de guitarra de indie-rock» por Rolling Stone. Maren coescribió la canción con Sarah Aarons, quien trabajó en «The Middle», y Greg Kurstin.

## Rendimiento comercial
Girl debutó en el número cuatro en los Estados Unidos Billboard 200 con 46,000 unidades equivalentes a álbum, de los cuales 25,000 fueron ventas de álbumes puros. Es el segundo álbum top 5 de Maren en Estados Unidos.

## Lista de canciones
Créditos adaptados de iTunes.
| Girl  |                                                 |                                                   |               |          |  |
| N.º   | Título                                          | Escritor(es)                                      | Productor(es) | Duración |  |
| 1.    | «Girl»                                          | Maren Morris, Greg Kurstin, Sarah Aarons          | Kurstin       | 4:10     |  |
| 2.    | «The Feels»                                     | Morris, Jimmy Robbins, Laura Veltz                | busbee        | 3:07     |  |
| 3.    | «All My Favorite People» (con Brothers Osborne) | Morris, Ryan Hurd, Mikey Reaves                   | busbee        | 3:19     |  |
| 4.    | «A Song for Everything»                         | Morris, Robbins, Veltz                            | busbee        | 3:14     |  |
| 5.    | «Common» (con Brandi Carlile)                   | Morris, Kurstin, Aarons                           | Kurstin       | 4:05     |  |
| 6.    | «Flavor»                                        | Morris, Robbins, Veltz                            | busbee        | 3:16     |  |
| 7.    | «Make Out with Me»                              | Morris, Julian Bunetta, John Ryan                 | busbee        | 2:16     |  |
| 8.    | «Gold Love»                                     | Morris, busbee                                    | busbee        | 3:23     |  |
| 9.    | «Great Ones»                                    | Morris, Hurd, Reaves                              | busbee        | 3:41     |  |
| 10.   | «RSVP»                                          | Morris, Natalie Hemby, Jon Randall, Mark Trussell | busbee        | 3:34     |  |
| 11.   | «To Hell & Back»                                | Morris, Jessie Jo Dillon, Veltz                   | busbee        | 3:15     |  |
| 12.   | «The Bones»                                     | Morris, Robbins, Veltz                            | Kurstin       | 3:17     |  |
| 13.   | «Good Woman»                                    | Morris, Kathleen Edwards, Ian Fitchuk             | busbee        | 3:31     |  |
| 14.   | «Shade»                                         | Morris, Hemby, Tyler Johnson                      | busbee        | 2:51     |  |
| 46:59 |                                                 |                                                   |               |          |  |

## Posicionamiento en listas
| Listas (2019)                       | Mejor posición |
| ----------------------------------- | -------------- |
| Australian Albums (ARIA)            | 29             |
| Canadá (Billboard Canadian Albums)  | 14             |
| Escocia (Scottish Albums Chart)     | 22             |
| Reino Unido (UK Albums Chart)       | 72             |
| US Billboard 200                    | 4              |
| Estados Unidos (Top Country Albums) | 1              |